# Hægebostad
Hægebostad é uma comuna da Noruega, com 460 km² de área e 1 616 habitantes (censo de 2004).         